# Neustädtischer Kreis

Königreich Sachsen 1806/07 (große Karte) und nach den Gebietsabtrennungen vom Mai 1815 (kleine Karte)

Der Neustädtische Kreis, später Neustädter Kreis, war ein Verwaltungsgebiet Sachsens bzw. Thüringens bis 1922.

## Geographische Ausdehnung
Das Gebiet des Neustädter Kreises liegt heute im Südosten des Freistaats Thüringen. Das Kreisgebiet ragte als schmaler Streifen ins Gebiet der Thüringer Kleinstaaten und hatte nur im Osten eine kleine territoriale Verbindung zum Rest des Kurfürstentums Sachsen. Bedeutende Orte des Kreises waren Neustadt/Orla und Weida. Der Kreis wurde im Westen von der Orla und zum kleinen Teil von der Saale durchflossen. Im Osten mündete die Weida in die Weiße Elster. Zum Kreis gehörten mehrere Exklaven.

## Angrenzende Gebiete
| Herzogtum Sachsen-Altenburg (Westkreis) | Fürstentum Reuß jüngerer Linie                          | Herzogtum Sachsen-Altenburg (Ostkreis) |
| Fürstentum Sachsen-Coburg-Saalfeld      | Kompassrose, die auf Nachbargemeinden zeigt             | Erzgebirgischer Kreis                  |
| Fürstentum Schwarzburg-Rudolstadt       | Fürstentümer Reuß jüngerer Linie und Reuß älterer Linie |                                        |

## Geschichte

### Kurfürstentum Sachsen vor 1816
Die drei Ämter Weida, Arnshaugk und Ziegenrück kamen im 13./14. Jahrhundert unter die Herrschaft der Wettiner. Nach der Leipziger Teilung 1485 gehörten sie zur ernestinischen Linie der Wettiner. Durch die Einführung der Reformation kam 1529 das säkularisierte Klosteramt Mildenfurth unter kurfürstliche Sequestration.
Nach der Niederlage der Ernestiner im Schmalkaldischen Krieg im Jahr 1547 blieben die vier Ämter zunächst unter der Herrschaft der Ernestiner, kamen aber infolge der Grumbachschen Händel nach der Reichsexekution gegen den in die Acht getanen Herzog Johann Friedrich II. im Jahr 1567 als „assekurierte Ämter“ in Pfandbesitz der Albertiner.
Ab 1660 waren die vier Ämter vollständig in das albertinische Kurfürstentum integriert. Als einer der sieben kursächsischen Kreise des Kurfürstentums und des Königreichs Sachsen entstand der Neustädtische Kreis mit den Ämtern Arnshaugk, Ziegenrück, Weida und Mildenfurth. Zwischen 1657 und 1718 gehörte der Neustädter Kreis zum Sekundogenitur-Fürstentum Sachsen-Zeitz.
| Amt             | Amtssitz                        | Anmerkungen                                       |
| --------------- | ------------------------------- | ------------------------------------------------- |
| Amt Arnshaugk   | Arnshaugk später: Neustadt/Orla | mit Triptis, Auma, Ranis, Exklave Kamsdorf        |
| Amt Ziegenrück  | Ziegenrück                      | ab 1788 gemeinsam mit dem Amt Arnshaugk verwaltet |
| Amt Weida       | Weida                           | mit Berga/Elster                                  |
| Amt Mildenfurth | Mildenfurth, ab 1788 Weida      | ab 1788 gemeinsam mit dem Amt Weida verwaltet     |

### Thüringischer Teil nach 1816
Nach dem Wiener Kongress 1815 war Preußen zunächst der ganze Neustädter Kreis zugesprochen worden. Da sich das Königreich aber in Art. 37 der Kongreßakte verpflichtet hatte, dem Großherzog von Sachsen-Weimar-Eisenach an dessen Fürstentum Weimar angrenzende oder benachbarte Gebiete mit mindestens 50.000 Einwohnern abzutreten, einigten sich Preußen und Sachsen-Weimar-Eisenach in separaten Verhandlungen auf die Abtretung (unter anderen) der östlichen Teile des Neustädter Kreises, so dass nur ein Rest, d. h. die Westteile der Ämter Ziegenrück (mit Ziegenrück und den Saaleübergängen) und Arnshaugk (mit der Gegend um Ranis und der Exklave Kamsdorf), bei Preußen blieb. So kam das Territorium der Ämter Arnshaugk (größerer Ostteil) mit Ziegenrück (kleinerer Ostteil), und Weida mit Mildenfurth an das Großherzogtum, wo es ebenfalls als „Neustädter Kreis“ bezeichnet den südöstlichen der drei großen Landesteile bildete. Dessen Fläche betrug knapp 629 km² (1895: 52.016 Einwohner). Größte Städte waren neben Neustadt/Orla, Triptis, Auma, Weida und Berga/Elster sowie die Exklaven Russdorf, Teichwolframsdorf und Förthen. 1850 wurde im Neustädter Kreis der Verwaltungsbezirk Neustadt an der Orla gebildet. Auch im Freistaat Sachsen-Weimar-Eisenach (1918–1920) blieb der Verwaltungsbezirk Neustadt an der Orla eine Gebietseinheit.

### Preußischer Teil nach 1816
Der südliche Teil des alten kursächsischen Kreises mit den Westteilen der Ämter Ziegenrück (mit Ziegenrück und den Saaleübergängen) und Arnshaugk (mit der Gegend um Ranis) verblieb bei Preußen. Dazu kam die Exklave Kamsdorf des Amts Arnshaugk und vier Exklaven mit der Stadt Gefell vom Amt Plauen (Vogtländischer Kreis). Ziegenrück wurde 1815 eine Kreisstadt im Regierungsbezirk Erfurt der preußischen Provinz Sachsen. Zunächst hieß dieser Kreis Neustadt (ohne die gleichnamige Stadt), ab spätestens 1820 jedoch Landkreis Ziegenrück. Das Landratsamt war in der Burg Ranis. Der Kreis Ziegenrück bestand bis 1945. 1866 wurde ihm die bis dahin bayerische Exklave Kaulsdorf (Saale) angegliedert.

### Nachfolger
1922 wurden o. g. Landkreise aufgelöst und auf neugebildete Landkreise der Region (z. B. Landkreis Gera, Landkreis Greiz, Landkreis Saalfeld) aufgeteilt. Im Zuge der Verwaltungsreform von 1952 wurde der Kreis Pößneck gebildet, welcher sich flächenmäßig am historischen Vorbild des Neustädtischen Kreis orientiert. Allerdings wurde der Kreissitz nun an das angegliederte Pößneck verlagert. Im Jahr 1994 wurde die nun Landkreis Pößneck genannte Verwaltungseinheit aufgelöst und ging im Saale-Orla-Kreis auf. Dort sind heute Gebiete aus dem Großherzogtum Sachsen-Weimar-Eisenach (Neustädtischer Kreis), Preußen (Ziegenrück), Sachsen-Meiningen (Pößneck), sowie der Reußischen Fürstentümer (Schleiz und Lobenstein) vereint.